# Athetis erigida
Athetis erigida là một loài bướm đêm trong họ Noctuidae.